# Liste der Aussichtsplattformen in Berlin
Auflistung aller Bauwerke in Berlin, die über eine für die Öffentlichkeit zugängliche Aussichtsplattform verfügen. Die Liste ist unvollständig und kann gegebenenfalls erweitert werden.
Anmerkung: Die Tabellenspalten sind sortierbar, dazu dienen die Symbole bei den Spaltenüberschriften. In der Ausgangsansicht sind die Türme nach Gesamthöhe (absteigend) sortiert.
| Name                                        | Gesamthöhe                            | Plattformhöhe                                   | Baujahr                    | Aufzug | Bemerkungen |
| ------------------------------------------- | ------------------------------------- | ----------------------------------------------- | -------------------------- | ------ | --- |
| Berliner Fernsehturm                        | 368 m                                 | 204 m                                           | 1966–1969                  | ja     | Mit Drehrestaurant |
| Berliner Funkturm                           | 150 m                                 | 126 m                                           | 1924–1926                  | ja     | Turmrestaurant in 55 m Höhe; Panoramaaufzug |
| Park Inn Berlin-Alexanderplatz              | 149,5 m                               | ca. 120 m, 153 m NN, Alexanderplatz ca. 36 m NN | 1967–1970                  | ja     | Restaurant in oberster Etage |
| Panoramapunkt Berlin auf dem Kollhoff-Tower | 103 m                                 | 100 m                                           | 1998–1999                  | ja     | Schnellster Fahrstuhl Europas (20 Sekunden); Open Air Aussichtsplattform über 2 Etagen; rundum verglastes Panoramacafe, Ausstellung „BERLINER BLICKE“ zur Geschichte des Potsdamer Platzes |
| Berliner Dom                                | 98,8 m                                | 50 m                                            | 1894–1905                  | nein   | Äußerer Kuppelumgang (Treppe mit 270 Stufen) |
| Gasometer Schöneberg                        | 78 m                                  | 78 m                                            | 1908–1910                  | nein   | Industriedenkmal; zurzeit keine Führungen |
| Glockenturm Berlin                          | 77,17 m                               | 77,17 m                                         | 1934–1936                  | ja     | Fahrt mit gläsernem Aufzug |
| Französischer Dom                           | 70,6 m                                | 40 m                                            | 1785 (Turm)                | nein   | Heiraten (standesamtliche Trauung) im Turm möglich; Turmrestaurant seit 1998 geschlossen                                                                                                   |
| Zionskirche                                 | 67 m                                  | 22 m                                            | 1868–1873 (Kirche)         | nein   | Kirchturm (Treppe mit etwas mehr als 100 Stufen); Besichtigung möglich im Sommer jeweils sonntags von 12 bis 17 Uhr (von November bis Ostern bis 16 Uhr)                                   |
| Berliner Siegessäule                        | 66,89 m                               | 50,66 m                                         | 1864–1873 (1938 umgesetzt) | nein   | |
| Grunewaldturm                               | 56 m                                  | 36 m                                            | 1897–1899                  | nein   | |
| Turm des Märkischen Museums                 | ca. 55 m                              | ca. 35 m                                        | 1901–1907                  | nein   | Besteigung möglich, z. B. am Tag des offenen Denkmals |
| Bierpinsel                                  | 47 m                                  | 46 m                                            | 1972–1976                  | ja     | Turmrestaurant, seit 2006 geschlossen |
| Reichstagskuppel                            | 47 m                                  | 40,7 m                                          | 1997 (Plattform)           | ja     | 2 Aufzüge zur Dachterrasse in 24 m Höhe; Restaurant auf der Terrasse |
| Kreuzberg                                   | 32 m über Stadtniveau (66 m über NN.) | 66 m über NN.                                   | natürlicher Hügel          | nein   | jederzeit besuchbar, Treppen und Wege führen nach oben |
| Juliusturm                                  | 30 m                                  |                                                 | 13. Jh.                    | nein   | Turm der Zitadelle Spandau |
| Müggelturm                                  | 29,61 m                               |                                                 | 1960–1961                  | nein   | Steht auf dem kleinen Müggelberg 88 m ü. NN |
| Wolkenhain                                  | ca. 20 m                              |                                                 | 2017                       | ja     | Steht auf dem Kienberg 101 m ü. NN |
| Charlottenburger Tor                        | ca. 18 m                              | 15 m                                            | 1904–1907/1909             | nein   | Plattform am Nordflügel; Sa 13–15 Uhr Besteigung möglich |